# トゥモローランド (映画)
『トゥモローランド』（原題: Tomorrowland）は、2015年にアメリカ合衆国で製作されたSFアドベンチャー映画。監督はブラッド・バード、脚本はデイモン・リンデロフが務めた。出演はジョージ・クルーニー、ヒュー・ローリー、ブリット・ロバートソン、ラフィー・キャシディ。
ブラッド・バード監督作としては初のドルビーアトモス作品であり、ドルビーラボラトリーズが2014年に発表した新技術『ドルビー・ビジョン』を初めて導入した作品でもある。

## ストーリー
1964年、11歳の少年フランク・ウォーカー(以下フランク)は背負い式の飛行機械ジェットパックを一人で開発し、ニューヨーク万博の発明コンテストに参加しようとした。
受付のデイビッド・ニックスは「ちゃんと飛べるのか？」「何の役に立つのか？」を質問し、フランクは「ほとんど大丈夫」「子供がジェットパックで飛ぶ姿を見せれば、人々になんでもできるという勇気を与える」と答えるが、ニックスは未完成であること、実用性への疑問を投げかけて受理しなかった。だが様子を横で見ていたアテナはフランクを気に入り、フランクに小さなピンバッジを渡し、自分を追えと伝える。アテナを追ってイッツ・ア・スモールワールドのアトラクションに乗ったフランクは、バッジが認証されて現代の地球より遥かに技術の進んだ都市トゥモローランドへ招かれる。
フランクはトゥモローランドに移住し、アテナに恋しつつ開発と発明の日々を送り、地球の未来を正確に予知するモニターという装置を発明する。だが20年後の1984年、失意に囚われ、ニックスによりトゥモローランドから追放されてしまう。
現代、はるか遠くの星々への旅を夢見る、楽天的で強気な高校生ケイシー・ニュートンは、NASAの打ち上げエンジニアの父エディの仕事確保のため、ケネディ宇宙センターの打ち上げ施設の解体に反対して、ひそかに工事妨害を行っていたが、ある日見つかり逮捕される。
その後保釈されるが、警察から返却された私物中に、見慣れないピンバッジを発見する。アテナがトゥモローランドに招こうと密かに忍ばせたものだった。ケイシーがバッジに触れると、目の前にトゥモローランドの広大な麦畑と未来都市とが映し出された。
その世界でケイシーは20光年先の星へ旅立つロケットの乗員として招かれるが、今にも乗りそうになった瞬間にバッジの力が消え、現実に引き戻されてしまう。
ケイシーはネットを検索し、同じデザインのバッジを買い取っているヒューストンの「Blast from the Past」という店舗を見つけ、話を聞きに出かける。翌日、アテナはケイシーの弟ネイトから強引に行き先を聞き出してケイシーの後を追う。
「Blast from the Past」で、ケイシーは店主夫妻(夫:ヒューゴー、妻:ウルスラ)から、トゥモローランドはプルス・ウルトラと呼称する世界の天才エンジニアと芸術家達が見つけ、開発した非公開の実在の場所である と聞きだせたが、交換条件にアテナの居所を詰問される。ケイシーは知らないと答えるが、夫妻は銃を構えて脅迫する。殺されそうになった寸前アテナが駆けつけてケイシーを救う。
店主夫妻はアテナに壊され爆発する。彼らはオーディオ・アニマトロニクス(以下省略しAAと呼ぶ)という人間そっくりのロボットで、アテナもまたAAだった。
ケイシーは怯え、アテナのことも怖がるが、アテナは「トゥモローランドへ必ず連れて行く、苦労して見つけ出したケイシーは、世界を救う最後の希望だ」とケイシーを説得する。ケイシーは半信半疑のままアテナに同行し、ニューヨーク州オチゴ郡ピッツフィールドのフランクの家へと向かう。
フランクの家に着いたケイシーは、フランクにトゥモローランドへ連れて行けとせがむが、フランクはモニターによる後60日程で人類世界が終わるという予知にすっかり悲観的になっていて、引き籠って会おうとしない。
ケイシーは強引な手段で屋敷内に侵入し、ようやく二人は会話する。するとモニターの受信機がケイシーの言葉に反応して、破滅の確率を下げ、未来の予知映像が青空に変わった。フランクはケイシーに驚く。
直後、ニックスの手下のAA部隊がフランクの家を包囲しケイシーの引き渡しを求める。フランクはAA達を撃退し、ケイシーと共に脱出し、アテナもそこに合流する。
3人はフランクがニュース放送局の地下に構築していた転送装置でパリのエッフェル塔へと飛び、プルス・ウルトラの創設者達が遺していた緊急ロケットを起動させて、トゥモローランドへと帰還する。その過程でアテナも25年程前にトゥモローランドから追放されていた事実が明かされる。
ニックスは3人を出迎える。フランクはニックスに、ケイシーには未来を救う力があると伝える。ニックスはモニターの本体装置に3人を招き、ケイシーにモニターを操作させ、人類世界が58日後に終わる予知映像を見せる。
ケイシーは驚き、なぜ人々をトゥモローランドに移住させ避難させないかと質問する。ニックスは人類に絶望しており、多くの人を招けばトゥモローランドもまた地球同様に破滅するからだと答える。
ケイシーは反論し、希望を信じると強く主張する。するとモニターには破滅を逃れた予知映像が一瞬映し出された。フランクはニックスに確認を促したが、ニックスは無視して3人を地球へ強制送還しようとする。
ケイシーはバッジが触れた人に直接トゥモローランドの世界を見せたように、現在の「モニター」は地球の人々の脳に直接破滅する未来を受信させており、そのせいで実際に破滅へと導かれているのだと見抜く。
3人はモニターの停止を企て、ニックスと激しく争う。その過程でニックスが破滅の未来を地球の人たちに送信していたことも明かされる。ニックスはフランクを狙撃するが、アテナは身代わりに撃たれ、致命傷を負う。
助けようとするフランクを制止し、アテナは長年秘していたフランクへの愛を伝え、自身の自爆装置を使って モニターを壊すようにと促す。
フランクはアテナを抱きかかえてジェットパックでモニター本体装置の上へと飛び、息絶えたアテナを落とすとモニターは破壊され、ニックスは落ちた装置の下敷きとなった。
1年後、地球は破滅を免れていた。フランクとケイシーは凍結されていたアテナの兄妹機のAA達を起こし、諦めず明るい未来を信じて努力している人達をスカウトするようにと地球各地へと旅立たせる。

## キャスト
※括弧内は日本語吹替
- フランク・ウォーカー - ジョージ・クルーニー（磯部勉）
- デイヴィッド・ニックス総督 - ヒュー・ローリー（木下浩之）
- ケイシー・ニュートン - ブリット・ロバートソン（志田未来[12]）
- アテナ - ラフィー・キャシディ（松浦愛弓）
- エディ・ニュートン - ティム・マッグロウ（咲野俊介）
- ウルスラ - キャスリン・ハーン（藤貴子）
- ヒューゴー - キーガン＝マイケル・キー（森川智之）
- フランクの父 - クリス・バウアー（津田健次郎）
- 幼い頃のフランク - トーマス・ロビンソン（英語版）（西田光貴）
- 幼い頃のケイシー - シャイロ・ネルソン（小澤美優）
- ネイト・ニュートン - ピアース・ガニォン（藤村真優）
- デイヴ・クラーク - マシュー・マッカアル（津田健次郎）
- ジェニー・ニュートン - ジュディ・グリア（原島梢）
- デール警部 - トム・バトラー（手塚秀彰）

## 日本語版スタッフ
- 翻訳 - 池田美紀
- 翻訳監修 - ジェームス・ハバート
- 演出 - 岩見純一
- 日本語版制作 - HALF H・P STUDIO

## 作品の評価

### 興業収入

#### 日本
日本では、2015年6月6日に全国643スクリーンで公開され、6月6日・6月7日の週末に19万216人を動員、興行収入は2億6,451万300円を記録。

## 関連アトラクション
- トゥモローランド - 本作の製作の題材となったディズニーパークにあるテーマランド。
- ジェットパック - 上海ディズニーランドにある、本作に登場するジェットパックをモチーフにした回転型アトラクション。乗車前アナウンスに幼少期のフランクとアテナが登場する。